# Santa Paula
Santa Paula város az USA Kalifornia államában, Ventura megyében. Lakosainak száma 30 657 fő (2020. április 1.).

## Népesség
A település népességének változása:

| 2010 | 29 321 |
| 2020 | 30 657 |